# Hymenocephalus gracilis
Hymenocephalus gracilis és una espècie de peix de la família dels macrúrids i de l'ordre dels gadiformes.

## Morfologia
- Els mascles poden assolir 13 cm de llargària total.[2][3]

## Alimentació
Menja crustacis planctònics.

## Hàbitat
És un peix d'aigües profundes que viu entre 160-345 m de fondària.

## Distribució geogràfica
Es troba al Marroc, Zanzíbar, Luzon (Filipines), el Japó i el sud-est del Pacífic.